# Christian Ast
Christian Ralph Ast (* 20. Juli 1971 in Stuttgart) ist ein ehemaliger deutscher Basketballspieler. Ast ging als Jugendnationalspieler in die Vereinigten Staaten, wo er mit den Duke Blue Devils 1991 und 1992 zweimal die NCAA Division I Basketball Championship gewann. Nachdem er 1995 nach Deutschland zurückgekehrt war, erreichte er zunächst mit Alba Berlin 1996 die Vizemeisterschaft. Danach spielte Ast für den Erstligisten Ratiopharm Ulm sowie ein Jahr in Belgien. Seine aktive Karriere beendete Ast 2004, nachdem er noch zwei Jahre in der 2. Basketball-Bundesliga gespielt hatte sowie einem einjährigen „Ausklang“ in der damals drittklassigen Regionalliga.

## Karriere
Ast wuchs in Heidelberg auf, spielte Hockey und kam mit 15 Jahren zum Basketball. Er ging bereits als Schüler in die Vereinigten Staaten, wo er einen Abschluss an einer High School in Beltsville (Maryland) erlangte. Nachdem er mit der Schulmannschaft die Staatsmeisterschaften von Maryland gewonnen hatte, bekam er ein Stipendium an der Duke University in North Carolina, deren Hochschulmannschaft Blue Devils unter Trainer Mike Krzyzewski schon damals zu den ambitioniertesten Basketballmannschaften der NCAA gehörte und besonders viele spätere NBA-Profis hervorbrachte. Während Ast mit der deutschen Junioren-Nationalmannschaft bei der Endrunde der Europameisterschaft 1990 sieglos blieb, konnte Ast mit seinen Mannschaftskameraden, zu denen unter anderem auch die späteren Olympiasieger und NBA All-Stars Christian Laettner und Grant Hill gehörten, sowohl 1991 als auch 1992 die prestigeträchtige NCAA Division I Basketball Championship gewinnen. Eine Titelverteidigung war vor ihnen zuletzt 1973 den UCLA Bruins unter Trainerlegende John Wooden gelungen und gelang nach ihnen erst 2007 den Florida Gators. Bei den beiden Meisterschaften wurde Ast von Trainer Krzyzewski, der als Nationaltrainer später auch Olympiasieger und in die Naismith Memorial Basketball Hall of Fame aufgenommen wurde, in der talentierten Mannschaft jedoch nur sehr dosiert eingesetzt und kam auf durchschnittlich drei Minuten Spielzeit pro Einsatz. Er wechselte daraufhin 1992 die Hochschule; Aufsehen erregte mehr als zehn Jahre später, als seine Meisterschaftsringe, die er mit den Blue Devils errungen hatte, in den freien Verkauf kamen.
Ast ging 1992 nach der U22-Europameisterschaft, bei der die deutsche Auswahl nach nur einem Auftaktsieg ebenfalls den letzten Platz belegte, an die American University in Washington, D.C., wo er für die Hochschulmannschaft Eagles damals in der Colonial Athletic Association (CAA) der NCAA spielte. Nachdem er zunächst wegen seines Hochschulwechsels nach den Regularien der NCAA ein Jahr von Meisterschaftsspielen aussetzen musste, wurde er in seinem Abschlussjahr 1995 nach dem Einzug in das Halbfinale des CAA-Meisterschaftsturniers immerhin in das „All-Tournament Team“ der fünf besten Spieler der Conference-Endrunde gewählt. Die Eagles konnten sich jedoch nicht für ein landesweites Postseason-Turnier der NCAA qualifizieren. Asts Werte in der Saison 1994/95: 18,7 Punkte und 8,4 Rebounds pro Spiel, er traf 43,5 Prozent seiner Dreipunktewürfe (73 von 168). Unter anderem in Folge der begrenzten Erfolge der Eagles wurde der ehemalige Duke-Student nach seinem Studienende auch nicht im Entry Draft der Profiliga NBA berücksichtigt. Stattdessen begann Ast eine professionelle Karriere in seinem Heimatland, wo er sich dem amtierenden Korać-Cup-Sieger Alba Berlin anschloss, bei dem mit Henrik Rödl ein weiterer deutscher Spieler aktiv war, der im Anschluss an Ast 1993 die NCAA-Meisterschaft gewonnen hatte. Hier verletzte er sich jedoch gleich zu Saisonbeginn und kam unter dem ehemaligen deutschen Bundestrainer und Albas Vereinstrainer Svetislav Pešić kaum zum Zuge (19 Bundesliga-Einsätze, 2,9 Punkte/Spiel) als der Verein in der Basketball-Bundesliga 1995/96 ein letztes Mal in den 1990er Jahren Serienmeister TSV Bayer 04 Leverkusen den Vortritt in der Play-off-Finalserie ließ.
Ast wechselte daraufhin 1996 zum Ligakonkurrenten und deutschen Pokalsieger SSV Ratiopharm nach Ulm. Nachdem Ulm 1997 die Titelverteidigung im Pokal sowie den Einzug in die Play-offs um die Meisterschaft verpasst hatte, wurde man 1998 im Pokal Dritter und zog in der Basketball-Bundesliga 1997/98 als Hauptrundensiebter überraschend in die Finalserie um die Meisterschaft ein, in der man sieglos gegen Alba Berlin blieb, die sich nunmehr zum Serienmeister aufschwangen. Ein Jahr später konnte Ulm an diesen Erfolg nicht mehr anknüpfen und Ast wechselte 1999 ins Ausland zum belgischen Erstligisten nach Mons im Hennegau. Nach einem fünften Platz in der belgischen Meisterschaft kehrte Ast bereits zur Basketball-Bundesliga 2000/01 nach Ulm zurück. Doch die Ulmer gerieten sportlich ins Schlingern und auch eine Rückholaktion ihres langjährigen Anführers Jarvis Walker zeigte keinen Erfolg, so dass man am Ende der Spielzeit als Tabellenletzter zunächst einmal wieder abstieg. Auch Ast stieg in die 2. Basketball-Bundesliga ab, spielte jedoch in den folgenden zwei Spielzeiten in der Süd-Gruppe für die Vereine aus Heidelberg und Kaiserslautern sowie im Anschluss ein Jahr beim Regionalligisten aus Leimen.